# Apobaetis etowah
Apobaetis etowah is een haft uit de familie Baetidae. De wetenschappelijke naam van de soort is voor het eerst geldig gepubliceerd in 1935 door Traver.
De soort komt voor in het Nearctisch gebied.